# Con Katzke
C. E. „Con“ Katzke (* 19. oder 20. Jahrhundert; † 20. Jahrhundert) war ein südafrikanischer Sportler und Politiker.
Als Sportler feierte Katzke Erfolge im Rugby und Boxen in seiner Heimat West-Transvaal. Er kämpfte unter anderem gegen Otto Wanz.
Anschließend war er Leiter des Amtes für Straßenverkehrssicherheit in Südwestafrika (seit 1990 Namibia). Katzke war von 1968 bis 1969 Bürgermeister von Windhoek. Unter ihm wurde die Old Location nach der jahrelangen Zwangsumsiedlung tausender Menschen geschlossen.
Katzke war mit Ans Katzke († 2002) verheiratet.